# RW 29
Der Rickmers Typ RW 29 ist ein kleiner LoRo-Schiffstyp, der von der Rickmers-Werft in Bremerhaven entwickelt wurde.

## Geschichte
Die Baureihe wurde in den Jahren 1983/84 in drei Einheiten von der Rickmers Werft gebaut, die die Schiffe auch konzipierte. Der RW 29 lehnte sich baulich am ebenfalls 1984 abgelieferten Dockschiff Este Submerger II an, welcher allerdings geringfügig größer ausgelegt war. Die RW 29-Schiffe hatten ein weit vorne angeordnetes Deckshaus, um einen möglichst langen durchgehenden Laderaum zu ermöglichen. Der hinten in einer Breite von 8,5 Metern und einer Höhe von 5,2 Metern offene Laderaum schließt mit einer etwa 10 Meter breiten, als RoRo-Heckrampe ausgelegten Klappe ab, nach oben wird der Raum mit Pontonlukendeckeln verschlossen. Als eigenes Ladegeschirr standen zwei Kräne mit je 60 Tonnen Hubkraft zur Verfügung. Die Bauserie wurde mit Zweitakt-Hauptmotoren vom Typ Wichmann 6 AXAG, bzw. 6 AXA ausgerüstet. Die Hans Behrens erhielt jedoch 1988 zwei Viertakt-Hauptmotoren des Typs Krupp MaK 6 M 453 B.

## Die Schiffe
| Rickmers Typ RW 29 | Rickmers Typ RW 29 | Rickmers Typ RW 29 | Rickmers Typ RW 29 | Rickmers Typ RW 29             | Rickmers Typ RW 29 |
| Bau-Nr.            | Bauname            | IMO-Nummer         | Ablieferung        | Auftraggeber                   | Umbenennungen und Verbleib |
| ------------------ | ------------------ | ------------------ | ------------------ | ------------------------------ | --- |
| 412                | Norlandia          | 8310968            | 14. Januar 1984    | Gebr. Eckert, Jork             | 1984 Barber Norlandia, 1985 Norlandia, 2007 Niledutch Cabinda , 2011 Astongate, 2016 Allaiha, ab 14. September 2017 verschrottet.                  |
| 411                | Hans Behrens       | 8320638            | März 1984          | Herbert Behrens & Sohn, Jork   | 1988 Berulan, 1988 Scandutch Liguria, 1991 Berulan, 1991 Nordica, 2007 Niledutch Nordica, 2011 Citeca, 2015 Moma, 2018 in Chittagong verschrottet. |
| 413                | Johanna            | 8320640            | 15. Juni 1984      | Reederei Henry Horstmann, Jork | 1986 Flamares, 1996 Atlantic Bay, Februar 2018 noch in Fahrt.                                                                                      |